# Thomas Schmidt (Schauspieler)

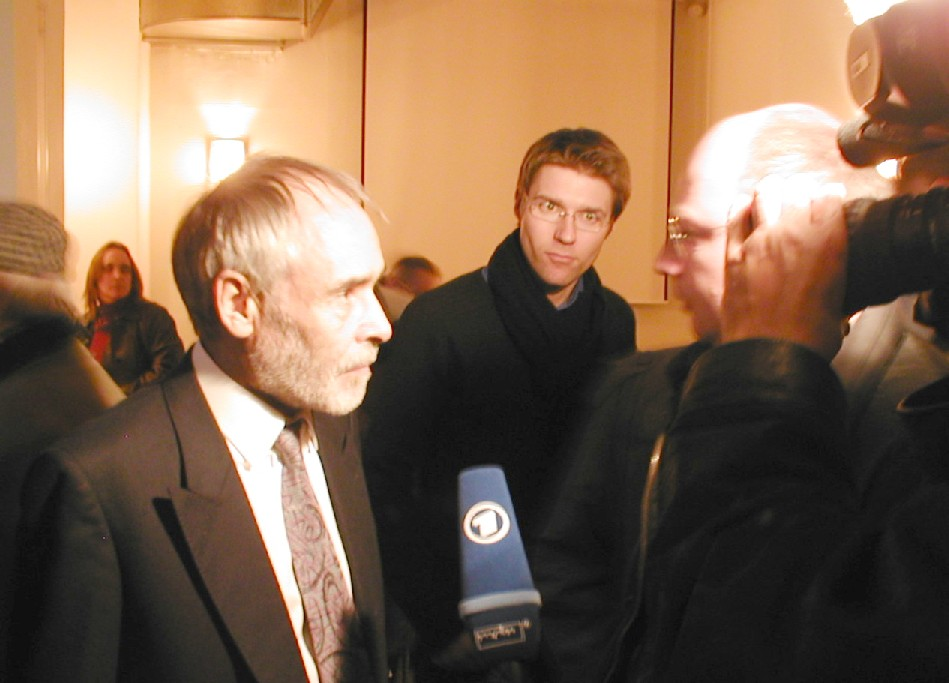
Thomas Schmidt, 2003

Thomas Schmidt (* 23. Februar 1942 in Stendal; † 4. Juli 2008 in Hannover) war bis 1961 als Schauspieler und später als Medizin-Professor an der Medizinischen Hochschule Hannover tätig.

## Leben und Werk
Thomas Schmidt wurde 1942 als Sohn der Schauspielerin Charlotte Ulbrich und des Arztes Otto Schmidt geboren und wuchs zunächst in der DDR auf. Nach dem Tod seines Vaters heiratete die Mutter 1948 den Autor und Regisseur Peter Podehl.
Schon früh begeisterte Schmidt sich für die Wissenschaft. An seinem elften Geburtstag bekam er durch Zufall die Hauptrolle des kleinen Muck im DEFA-Märchenfilm Die Geschichte vom kleinen Muck angeboten. Der Film, der unter der Regie von Wolfgang Staudte nach dem Drehbuch von Schmidts Stiefvater entstand, wurde mit über 13 Millionen Kinobesuchern in rund 60 Ländern ein überwältigender Erfolg und zählt heute zur erfolgreichsten DEFA-Produktion.
Da Schmidts Stiefvater sich zunehmend in seiner Kreativität eingeschränkt fühlte, flüchtete die Familie 1955 aus der DDR in die Bundesrepublik und ließ sich in München nieder. Die Karriere als Darsteller wurde 1961 nach einigen Fernsehproduktionen und Synchrontätigkeiten beendet.
Nach einem Studium der Psychologie und Medizin arbeitete Schmidt zuletzt am Institut für Epidemiologie, Sozialmedizin und Gesundheitssystemforschung (Direktor: Friedrich-Wilhelm Schwartz) der Medizinischen Hochschule Hannover. Bekannt wurde er dabei u. a. als Entwickler einer Nasendusche zur Nasenspülung mit physiologischer Kochsalzlösung. Am 4. Juli 2008 erlag Thomas Schmidt im Alter von 66 Jahren einer schweren Leukämie. Er war Vater von drei Söhnen.

## Filmografie (Auswahl)
- 1953: Die Geschichte vom kleinen Muck
- 1954: Die Glücksthaler (Fernsehfilm)
- 1961: Hosianna (Fernsehfilm)

## Publikationen
- Die GEK-Nasendusche: Forschungsergebnisse zu ihrer physiologischen Wirkung und zur gesundheitsökonomischen Bewertung. Gmünder ErsatzKasse/Asgard-Verlag, Sankt Augustin 2003, ISBN 3-537-44027-8